# Palácio e mosteiro de Shey
O Palácio e mosteiro de Shey constituem um complexo de antigos edifícios, formado pelo antigo palácio real dos reis do Ladaque e por uma gompa (mosteiro budista tibetano) na aldeia de Shey, cerca de 13 km a sudeste de Lé, a capital do Ladaque, no noroeste da Índia.
O complexo situa-se num monte acima da aldeia, sobre a margem direita (norte) do rio Indo, a uma altitude média de 3 415 metros de altitude. A cordilheira de Zanskar ergue-se a sul do vale fértil. O palácio e o mosteiro foram construídos, em 1655, pelo rei Deldan Namgyal (também conhecido como Lhachen Palgyigon). O palácio foi usado como residência de verão dos reis ladaques, até ser abandonado em meados do século XIX, encontrando-se hoje praticamente arruinado. Do complexo desfrutam-se vistas panorâmicas sobre os arredores, avistando-se  Thikse, Stakna, Matho, Stok e Lé.

## História
O mosteiro foi construído em memória de Sengge Namgyal, pai de Deldan Namgyal. É conhecido pela sua estátua gigantesca de Buda Shakyamuni, com 12 metros de altura, feita em cobre dourado. Buda Shakyamuni é um dos nomes pelos quais é conhecido Buda e deve-se ao facto de Sidarta Gautama ser o sábio (muni) do povo Xáquia (Shakya) que habitava o sopé dos Himalaias e cuja capital era Kapilavastu. A estátua é segunda maior estátua de Buda do Ladaque e a maior em metal.
Shey foi capital do Ladaque até meados do século XVII, quando passou para Lé. Apesar de ter deixado de ser a capital, Shey continuou a ser importante  pois os reis Namgyal deviam obrigatoriamente consagrar os seus herdeiros ali. Quando os Dogras de Jammu invadiram o Ladaque em 1842, os reis Namgyal abandonaram o palácio e fugiram para Stok, na margem oposta do Indo, onde passaram a residir permanentemente. Conjetura-se que o forte em ruínas que se encontra acima do palácio, cuja data de construção se desconhece, seja da altura dessa invasão.

## Arquitetura
A principal estátua de Buda Shakyamuni ocupa três andares do mosteiro. No andar inferior estão os pés, inclinados para cima, e um mural de Shambunath, o andar intermédio tem murais de Buda em diferentes poses e o andar superior está escurecido pela fuligem das lâmpadas de manteiga que ardem continuamente no altar. Praticamente todas as paredes em volta da estátua estão pintadas com imagens sagradas. Nas paredes de ambos os lados há representações de 16 Arhats (santos que atingiram o Nirvana), 8 em cada um dos lados. A parede atrás da estátua tem imagens dos dois principais discípulos de Buda: Sariputra e Maudgalyayana.
A estátua começou por ser fabricada em partes, em Lé, num local conhecido como Zanstin. Zans significa cobre e til significa martelo. As placas de cobre usadas foram feitas com cobre extraído das minas de Lingshet e de outras aldeias da área de Zanskar. Os lingotes foram transformados em placas martelando-os sobre uma rochas próxima. As partes foram depois transportadas para Shey, onde foram montadas. Diz-se que foram usados aproximadamente cinco quilogramas de ouro para dourar a estátua.
No andar superior do mosteiro estão em exposição várias pinturas. O piso inferior tem uma biblioteca com um grande número de manuscritos bem conservados, decorada com murais com figuras de Buda em vários mudras (gestos de mãos).
A cerca de 400 metros do palácio há outro pequeno santuário construído por Sengge Namgyal (r. 1642–1642), onde se encontra outra grande estátua de Buda Shakyamuni sentado. Há registos de que ambas as estátuas foram obra de um escultor nepalês chamado Sanga Zargar Wanduk, que teria sido levado para o Ladaque pela mãe de Sengge, Gyal Khatun. Outros artesãos que o assistiram foram Paldana Shering Gyaso, Gamani Jal Shring e Nakbiri. Diz-se que os descendentes desses artesãos vivem numa aldeia isolada chamada Chilling, onde são conhecidos pelos seus trabalhos em ourivesaria de prata tradicional. Os murais e as imagens são semelhantes às do santuário do palácio/mosteiro, com representações dos 16 arhats, discípulos originais de Buda, juntamente com alguns dos mestres famosos, como Padmasambhava, Atisha and e-Ka-Pa. Perto deste santuário há ainda dois pequenos santuários tântricos e rochas com relevos à beira da estrada que conduz ao palácio. Estes relevos representam os cinco Budas Dhyani (da meditação); um deles, o mais próximo do palácio é de grandes dimensões, estando os outros quatro situados perto de um chorten. A leste do palácio há numerosos chortens.
À beira do vale encontra-se o photong (residência oficial) do lama do mosteiro, de onde se desfrutam excelentes vistas panorâmicas sobre o vale do Indo.

## Culto

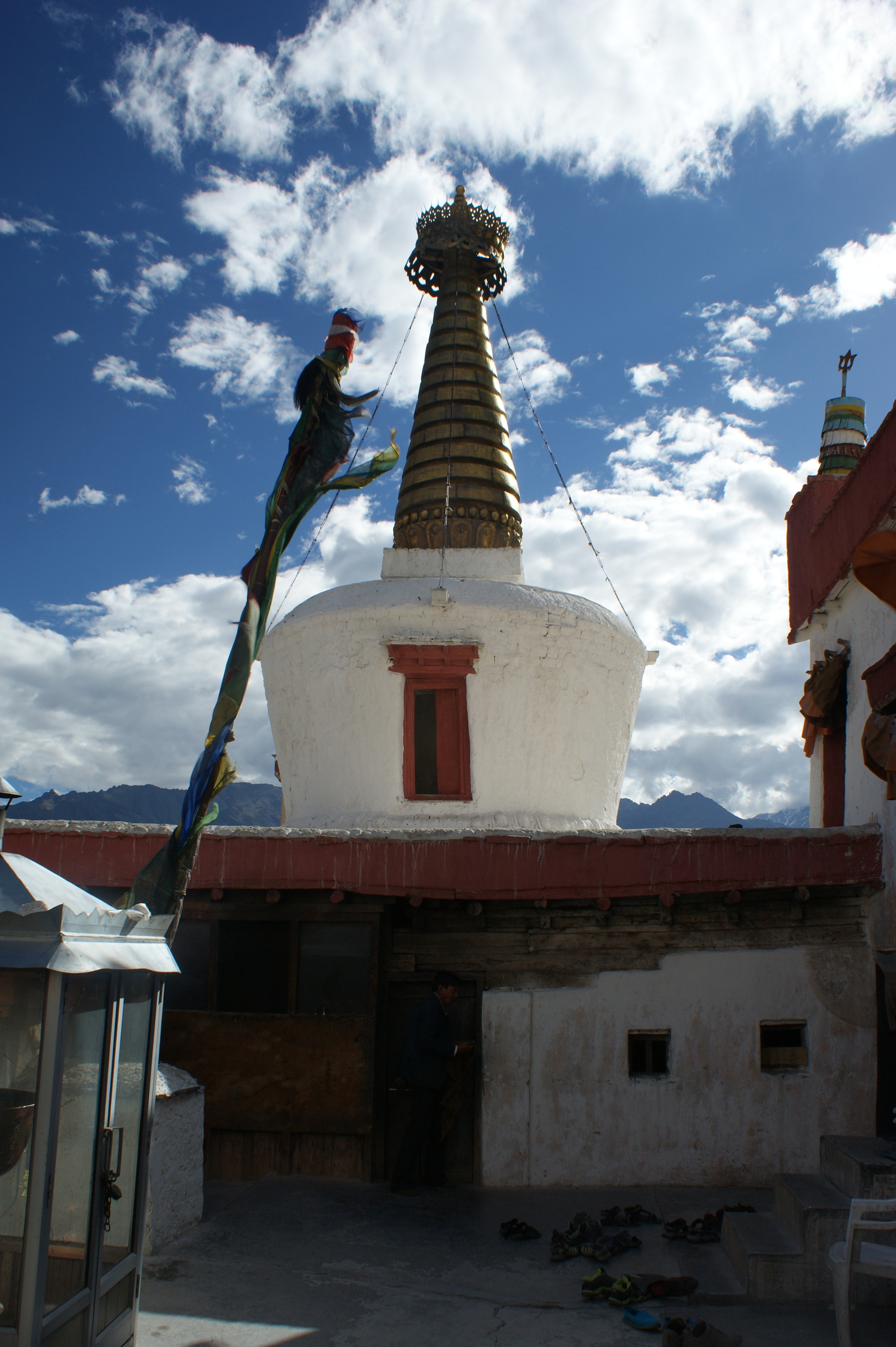
O chorten dourado do palácio

As oferendas de culto são colocadas em frente às imagens das divindades e podem ser cereais, joias, símbolos sagrados e panos com mantras escritos. Várias lâmpadas de manteiga ardem continuamente durante um ano inteiro, sendo depois substituídas para que a chama se mantenha a arder sem interrupção. As lâmpadas acesas simbolizam a divindade e pureza do santuário.

### Festivais
Todos os anos são realizados no complexo dois festivais sazonais. O primeiro tem lugar no palácio no 26.º e 27.º dia do primeiro mês do calendário tibetano, que corresponde aproximadamente a julho ou agosto do calendário gregoriano. Este festival chama-se "Shey Doo Lhoo" e marca o início da época das sementeiras. A celebração monástica inclui rituais especiais realizados pelos monges no mosteiro principal. Os aldeões acorrem ao mosteiro em grande número, num espírito de celebração e esperança. Durante o festival, um leitor de oráculos vai ao mosteiro a cavalo e conduz uma oração de três dias antes de entrar em transe. Quando está em trance, diz-se que faz profecias.
O segundo festival chama-se "Shey Rupla" e marca a época das colheitas. Nesta ocasião, os agricultores oferecem as primeiras espigas de milho ao mosteiro. Há espetáculos folclóricos, entre os quais se destaca a "Dança Rhupla", executada por dois homens vestidos de tigres. Dois adivinhos visitam o festival e proferem oráculos. Acredita-se que mulheres sem filhos fazem oferendas a Buda para serem abençoadas e poderem ter filhos.

### Funerais
Perto do palácio há um campo funerário. Depois de terem sido realizados os rituais funerários em casa, os mortos são carregados numa liteira até ao campo funerário numa procissão de lamas e de aldeões. A cadeira é depois colocada um "forno tubular de paredes" onde são cremados enquanto são entoadas orações. As  cinzas são depois espalhados no rio.